# ESCOM United FC
Electricity Supply Corporation of Malawi United w skrócie ESCOM United Blantyre – – malawijski klub piłkarski grający niegdyś w pierwszej lidze malawijskiej, mający siedzibę w mieście Blantyre. 

## Sukcesy
- I liga[1]:
  - mistrzostwo (2): 2007, 2011.
  - wicemistrzostwo (2): 2010, 2012.

- FAM Cup[2]:
  - finał (1): 2007.

- Malawi Carlsberg Cup[2]:
  - finał (2): 2001, 2012.

- Chibuku Cup[2]:
  - finał (1): 1999.

- Press Cup/Castle Cup[2]:
  - finał (1): 1998.

- President Cup[2]:
  - finał (2): 2009.

## Występy w afrykańskich pucharach
| Sezon | Rozgrywki     | Runda   | Kraj    | Klub            | Dom | Wyjazd | Dwumecz |
| ----- | ------------- | ------- | ------- | --------------- | --- | ------ | ------- |
| 2007  | Liga Mistrzów | wstępna | Etiopia | Saint-George SA | –   | –      | –       |

## Stadion
Domowe mecze klub rozgrywa na stadionie o nazwie Kamuzu Stadium w Blantyre. Stadion może pomieścić 40000 widzów.